# Cronaca di Monemvasia
La Cronaca di Monemvasia è un resoconto storico bizantino composto fra il X e l'XI secolo; costituisce l'unica fonte nota per lo studio della penetrazione e dell'insediamento degli Slavi e degli Avari nella Grecia continentale (nel Peloponneso in primis), fra il VI ed il VII secolo d.C., e della conseguente migrazione medievale ellenica in Sicilia ed in Italia meridionale.
Il luogo della sua compilazione ed il suo autore sono sconosciuti, ed è solo un'ipotesi che quest'ultimo sia stato originario di Monemvasia: la città ha dato il nome alla Cronaca solo per le notizie sulla sua fondazione contenute nell'opera. Anche per questo motivo, il bizantinista Paul Lemerle ha proposto di ribattezzare l'opera in Cronaca peloponnesiaca o in Cronaca della metropoli di Patrasso.

## Versioni
Data per la prima volta alle stampe nel 1749 a Torino, dove fu scoperta nel codice miscellaneo CCCXXXVI. b. I, 4 della Biblioteca regia dal codicologo Giuseppe Pasini, la Cronaca di Monemvasia ha altre due versioni, entrambe rinvenute dallo storico greco Spyridōn Lampros nel XIX secolo in monasteri atoniti: una all'interno del codice 329 del monastero di Iviron, l'altra nel codice 220 del monastero di Kutlumùs. Un suo ulteriore frammento è invece contenuto in un manoscritto del Collegio greco di Roma.

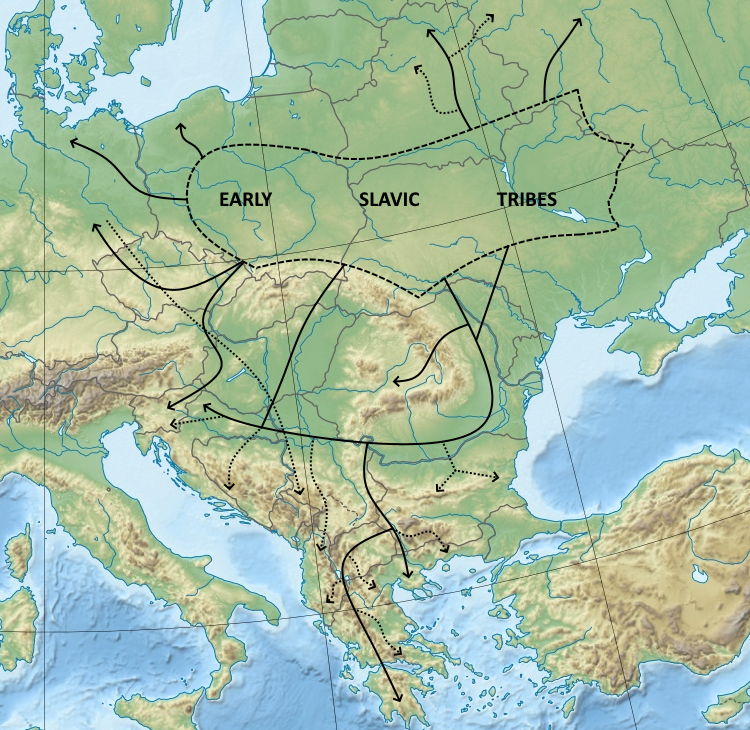
Le direttrici migratorie dei popoli slavi nell'Alto Medioevo

## Contenuto
La Cronaca inizia descrivendo l'arrivo dei primi ambasciatori avaro-slavi a Costantinopoli, durante il regno dell'imperatore Giustiniano I, ed elencando le loro conquiste balcaniche al tempo di Giustino II. L'autore data poi l'occupazione slava di Epiro, Tessaglia, Attica, Eubea e di quasi tutto il Peloponneso - ad eccezione della sottile fascia orientale tra Corinto e Capo Malea - all'epoca di Maurizio (582-602), cosa che portò alla fuga della popolazione greca: gli abitanti di Patrasso fuggirono in Calabria, presso Reggio, quelli di Corinto sull'isola di Egina, quelli di Argo sull'isola di Levita e quelli di Sparta a Demenna, in Sicilia. Gli Spartani rimasti in patria, condotti dal loro vescovo, scelsero invece di dirigersi verso la costa egea, di abitare la Zaconia e di fondare Monemvasia, in una posizione inattaccabile: a quel punto l'autore della Cronaca dichiara che la dominazione avaro-slava in Grecia, da lì in avanti (e cioè dal 587-588), sarebbe durata fino all'805-806.
Per il comando amministrativo e militare della limitata autorità bizantina nel Peloponneso, da Costantinopoli iniziarono a giungere degli strateghi finché uno di questi, originario della Piccola Armenia e membro della famiglia degli Scleri, riuscì a debellare gli Sclaveni durante il regno dell'imperatore Niceforo I (802-811): dopo la riconquista, Patrasso venne ripopolata richiamando i discendenti degli esuli dalla Calabria e Sparta con genti provenienti dai thémata Armeniakon e Thrakesion e con dei «Kaphiroi», forse dei musulmani convertiti all'ortodossia.

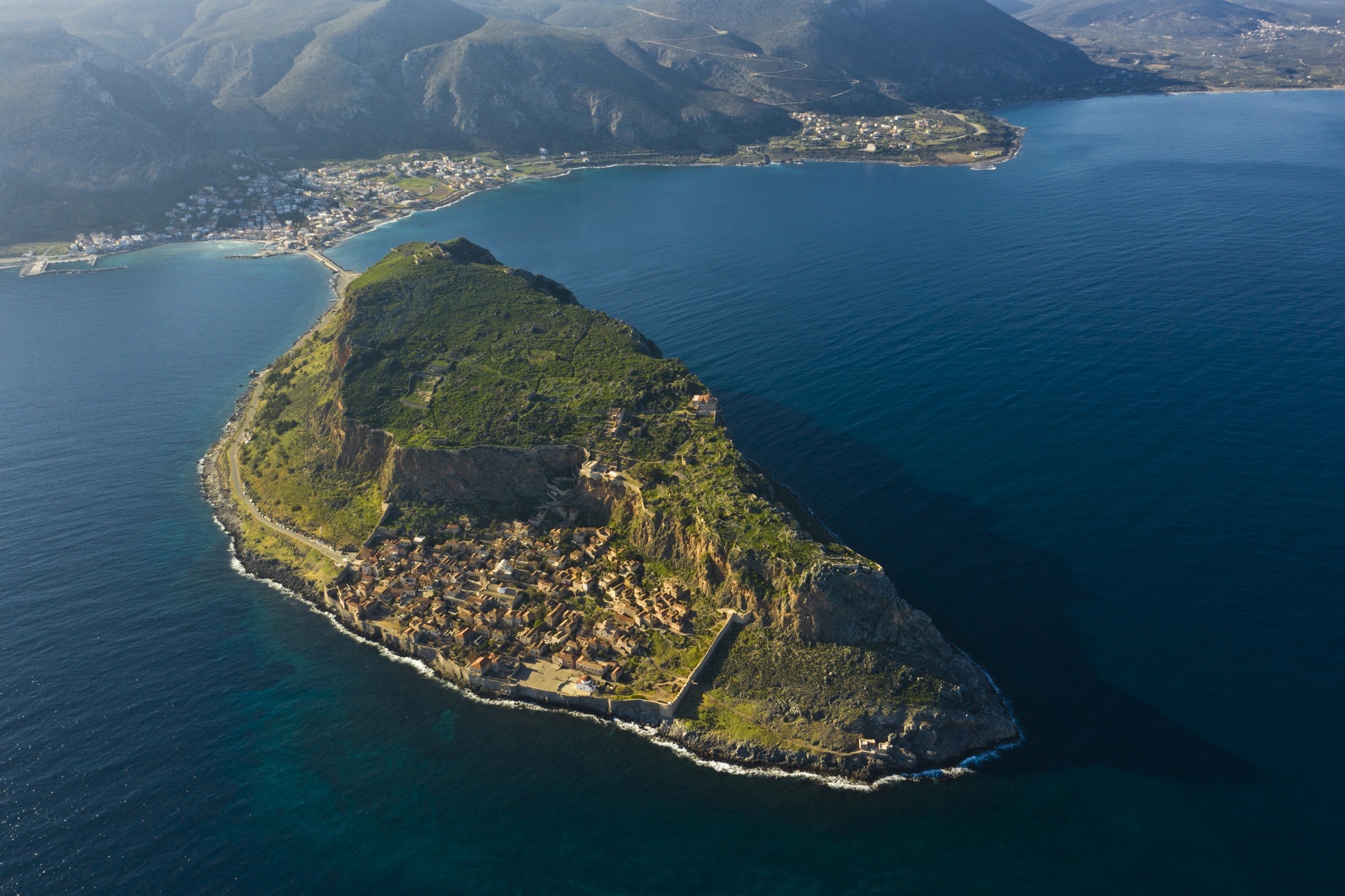
Monemvasia

## Critica
Dopo l'editio princeps del 1749, la Cronaca incominciò ad attirare attenzione soltanto nel XIX secolo, quando lo storico austro-ungarico Jakob Philipp Fallmerayer la utilizzò come fonte a sostegno della sua teoria secondo la quale i greci moderni fossero etnicamente un miscuglio di slavi ed altri popoli e nulla avessero a che fare con la classicità. La reazione alle tesi di Fallmerayer colpì di riflesso anche la Cronaca, che venne attribuita a Gabriele Severo (e quindi al XVI secolo) e considerata non degna di credito o definita «una compilazione di valore ineguale, ricca di grossi errori e di favole».
Ancora nel XX secolo gli studiosi hanno considerato l'opera come una fonte attendibile, ad esempio Peter Charanis, oppure come una compilazione priva di valore storico, ad esempio Stilpon Kyriakidis. La ricerca archeologica, con prove numismatiche, da un lato ha confermato le informazioni date dalla Cronaca circa l'uscita del Peloponneso dall'orbita bizantina durante i secoli VI e VII, ma dall'altro ha dimostrato l'esagerazione delle notizie stesse sulla totale frattura fra la parte occidentale e quella orientale della penisola. Uno studio di toponomastica di Max Vasmer è giunto alle stesse conclusioni.

## Edizioni
- Josephus Pasinus, Antonius Rivautella e Franciscus Berta, Codices manuscripti regii Taurinensis Athenaei I. Manuscriptorum codicum Bibliothecae Taurinensis Athenaei pars prima, complectens hebraicos et graecos, Torino, 1749.

- Ivan Dujčev (a cura di), Cronaca di Monemvasia: Introduzione, testo critico, traduzione e note, collana Testi e monumenti, Istituto siciliano di studi bizantini e neoellenici, Palermo, 1976.